# 青山橋鎮 (寧郷市)
青山橋鎮（せいざんきょうちん）は中華人民共和国湖南省長沙市寧郷市の鎮。

## 行政区画
- 青山橋社区
- 芙蓉村
- 友園村
- 竹峰村
- 田坪村
- 太和村
- 橋北村
- 栗獅村
- 石橋鋪村
- 上流村
- 楼霞新村
- 花園堂村
- 永鋒村
- 造福村
- 心田村
- 田心鋪村
- 甘江村

## 経済

### 名物・特産品
- カリウム
- マンガン
- たばこ
- 花崗岩

## 地理
青山橋鎮は寧郷市の南西部に位置し、北西は漣源市と、北は竜田鎮、沙田郷と、東は流沙河鎮と、西は婁底市と、南は湘郷市とそれぞれ接している。
- 河川：楚江
- ダム湖：田坪水庫（青山湖）
- 山：芙蓉山

## 教育

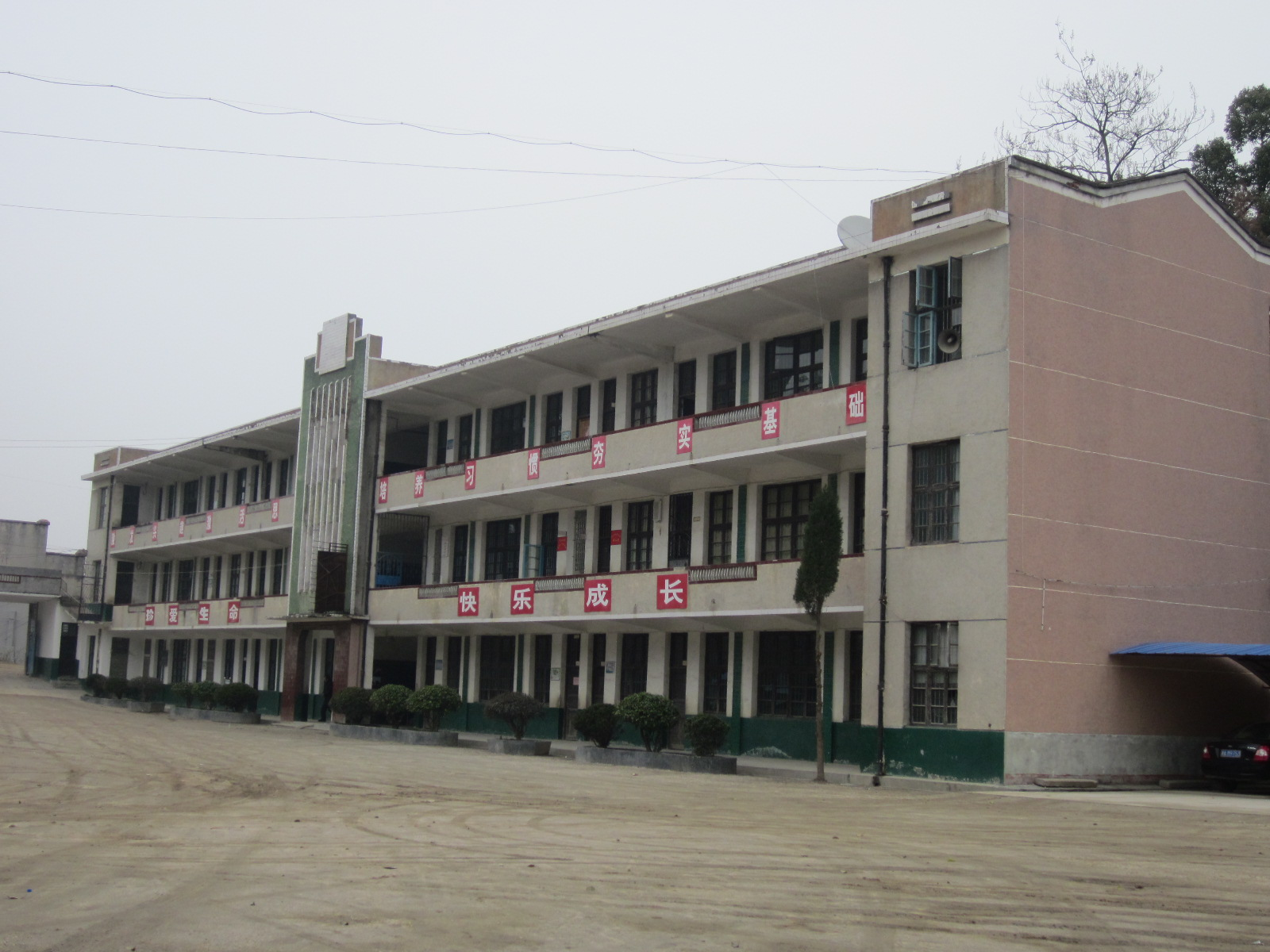
青山橋鎮中心学校

- 小学校：青山橋鎮中心学校、田坪完小、花園完小、心田完小
- 初級中学：青山橋中学

## 交通

### 鉄道
- 洛湛線

### 道路
- 省道：S209、S311、S328
- 高速道路：婁益衡高速道路、長韶婁高速公路
- 国道：G234

## 観光
- 普済寺
- 上流寺

## 出身有名人
- 作家：湯素蘭
- 李甲龍：革命烈士